# Bazzania himalayana
Bazzania himalayana là một loài rêu tản trong họ Lepidoziaceae. Loài này được (Mitt.) Schiffner miêu tả khoa học lần đầu tiên năm 1899.